# Шарлоттенхоф
Дворец Шарлоттенхоф (нем. Schloss Charlottenhof) — дворец в Потсдаме, к юго-востоку от дворца Сан-Суси, бывшая летняя резиденция кронпринца Фридриха Вильгельма, ставшего в 1840 году королём Пруссии Фридрихом Вильгельмом IV. В настоящее время дворец находится в управлении Фонда прусских дворцов и садов Берлина — Бранденбурга.
Территория парка Шарлоттенхоф с различными постройками появилась в XVIII в. С 1790 по 1794 годы этой местностью владел камергер дворцов Сан-Суси; в честь его супруги Марии Шарлотты фон Генцков, поместье получило своё имя. В 1825 году это владение и прилегающие к нему небольшие участки земли, расположенные к южной стороне от парка Сан-Суси, приобрёл прусский король Фридрих Вильгельм III, чтобы подарить их на Рождество 1825 года своему сыну кронпринцу Фридриху Вильгельму и его супруге Елизавете Людовике Баварской.
Кронпринц поручил реконструкцию имевшегося там усадебного дома архитектору Карлу Фридриху Шинкелю. Работы были проведены в 1826—1829 годах. С помощью своего ученика Людвига Персиуса Шинкель возвёл на старом фундаменте небольшой классицистический дворец по образцу древнеримских вилл. Одарённый кронпринц участвовал в оформлении дворца и выполнил самостоятельные эскизы. Свой летний дворец он называл «Сиамом», который по представлениям того времени был страной свободы, а себя — архитектором сиамского дома.
Официальное название дворца: Шарлоттенхоф, по имени Марии Шарлотты фон Генцков, супруги камергера и владелицы поместья в 1790—1794 годах. Дворец с портиком римско-дорического ордера, расписанным изнутри, необычным западным фасадом со скульптурами оленей, секторальным прудом и садовыми перголами, представляет собой уникальный памятник, сравнимый только с Помпейским домом в Ашаффенбурге. В настоящее время в оригинальном виде сохранилось внутреннее убранство десяти залов дворца. Внутри имеется коллекция картин и мебели, созданной по рисункам Шинкеля.
В 1829—1840 годах Шинкель недалеко от Шарлоттенхофа построил ещё один комплекс в античном стиле: «Римские купальни» (нем. Die Römische Bäder) с уникальными интерьерами, воспроизводящими достаточно точно жилой дом древних Помпей, также со скульптурами, росписями и «помпейской» мебелью.
Отличительной чертой помещений дворца является их тематическая индивидуальность в отношении материалов и цвета. Даже двери оформлены по-разному с каждой стороны. Самым оригинальным залом дворца является «походный зал» по подобию палаток древнеримских военачальников. Потолок и стены оклеены бумажными обоями в сине-белую полоску. Эта же полоска использована для штор, занавеса в форме балдахина и покрывала походной кровати. Этот зал служил опочивальней для придворных дам и гостей.
Сочетание синего и белого встречается также на оконных ставнях дворца, намекая на баварское происхождение кронпринцессы Елизаветы.
В «походном зале» в летние месяцы 1835—1840 годов останавливался исследователь и путешественник Александр фон Гумбольдт, находясь в Потсдаме по приглашению кронпринца Фридриха Вильгельма.

## Парк Шарлоттенхоф
Обустройство дворцового парка было поручено садовому архитектору Петеру Йозефу Ленне. Он превратил изначально равнинную и частично болотистую местность в английский ландшафтный парк, основными элементами которого являются деревья, луга и вода. Вода подавалась из Хафеля, для чего был построен водопровод и здание электростанции. Ленне удалось искусно соединить новый парк Шарлоттенхоф со старым парком Сан-Суси времён Фридриха II.